# Общество специалистов по визуальным эффектам
Общество специалистов по визуальным эффектам (англ. Visual Effects Society, сокр. VES) — организация, объединяющая более 2700 специалистов из 30 стран, имеющих отношение к визуальным эффектам, причём многие из них занимают руководящие посты. С 2003 года общество проводит церемонию вручения специальной кинонаграды (VES Awards), кроме того, под её патронажем проводится более 25 обучающих мероприятий.

## История
Основанное в 1997 году, VES объединило различные группы специалистов, работавших в области информационных технологий для киноиндустрии. Технологический комитет VES организовал встречу для обсуждения применения незадолго до того появившейся операционной системы Linux. На эту встречу прибыли не только люди, непосредственно занятые в производстве спецэффектов, но и представители киностудий и разработчики технологий. Аналогичная встреча на следующий год включила в себя уже обмен и другими знаниями между участниками.
К 2005 году число членов сообщество составляло примерно 1100 участников. При этом деятельность совета директоров организации была нацелена на дальнейшее расширение географии членов общества и увеличение их числа. Совет директоров надеялся на достижение числа 1500 участников к уже концу 2005 года, и достижение числа 3000 в течение пяти лет. Для достижения своей цели планировалось создание региональных подразделений как в самих США (в Северной Калифорнии и на Восточном побережье), так и за рубежом (например, в Канаде, Великобритании, Индии, Австралии и Новой Зеландии).

## Концепция
VES объединяет специалистов, имеющих отношение к визуальным эффектам. Целью создания подобного общества стало желание наладить взаимодействие между такими специалистами. Например, входящим в VES членам различных голливудских гильдий и обществ стало проще находить зрителей-профессионалов для организации предварительных просмотров фильмов, созданных этими участниками.
Под патронажем VES проводится ряд специализированных мероприятий, наиболее известными из которых являются церемония награждения VES Awards и фестиваль. Фестиваль состоит из ряда панельных дискуссий и показов наиболее интересных (с точки зрения специалистов) современных и исторических киноработ. Помимо этого, в рамках фестиваля проводятся различные семинары, детализированные презентации о процессе создания визуальных эффектов. Территориально фестиваль проводится в Лос-Анджелесе и Франкфурте-на-Майне.

## VES Awards
Целью создания церемонии была возможность создать некую платформу, на основе которой отмечать выдающиеся работы за прошедший год. Участие в церемонии добровольное. Добровольцы отсматривают весь материал, демонстрируемый на контрольных показах, голосуют за номинации и вручение наград понравившимся работам.
Первая церемония вручения наград состоялась 19 февраля 2003 года в Лос-Анджелесе. На церемонии присутствовало более 350 специалистов в области визуальных эффектов и постпродакшна. Награды были вручены в более 20 категориях, охватывавших телевидение, коммерческую рекламу, музыкальные видеоклипы и художественные фильмы. Самыми награждёнными стали фильм «Властелин колец: Две крепости», получивший 8 наград в категориях для художественных фильмов, и мини-сериал «Динотопия», получивший 4 наград в категориях для телевидения. Главным спонсором мероприятия выступила компания Autodesk.